# Thalbach
Pour les articles homonymes, voir Thalbach (homonymie).
Le Thalbach est un ruisseau français qui coule dans le Sundgau (sud de l'Alsace). Il prend sa source vers Folgensbourg, descend la vallée de Hundsbach et se jette dans l'Ill à la hauteur de Walheim, en aval de la ville d'Altkirch.

## Géographie
De 20,9 km de longueur.

## Communes traversées
- Knœringue, Berentzwiller, Jettingen, Franken, Hundsbach, Hausgauen, Schwoben, Tagsdorf, Wittersdorf, Emlingen, Altkirch, Walheim

## Affluents
- Erlenbaechle
- Isbach
- Hundsbach
- Krummengraben
- Wahlbach
- Krebsbaechle